# Aféra U-2

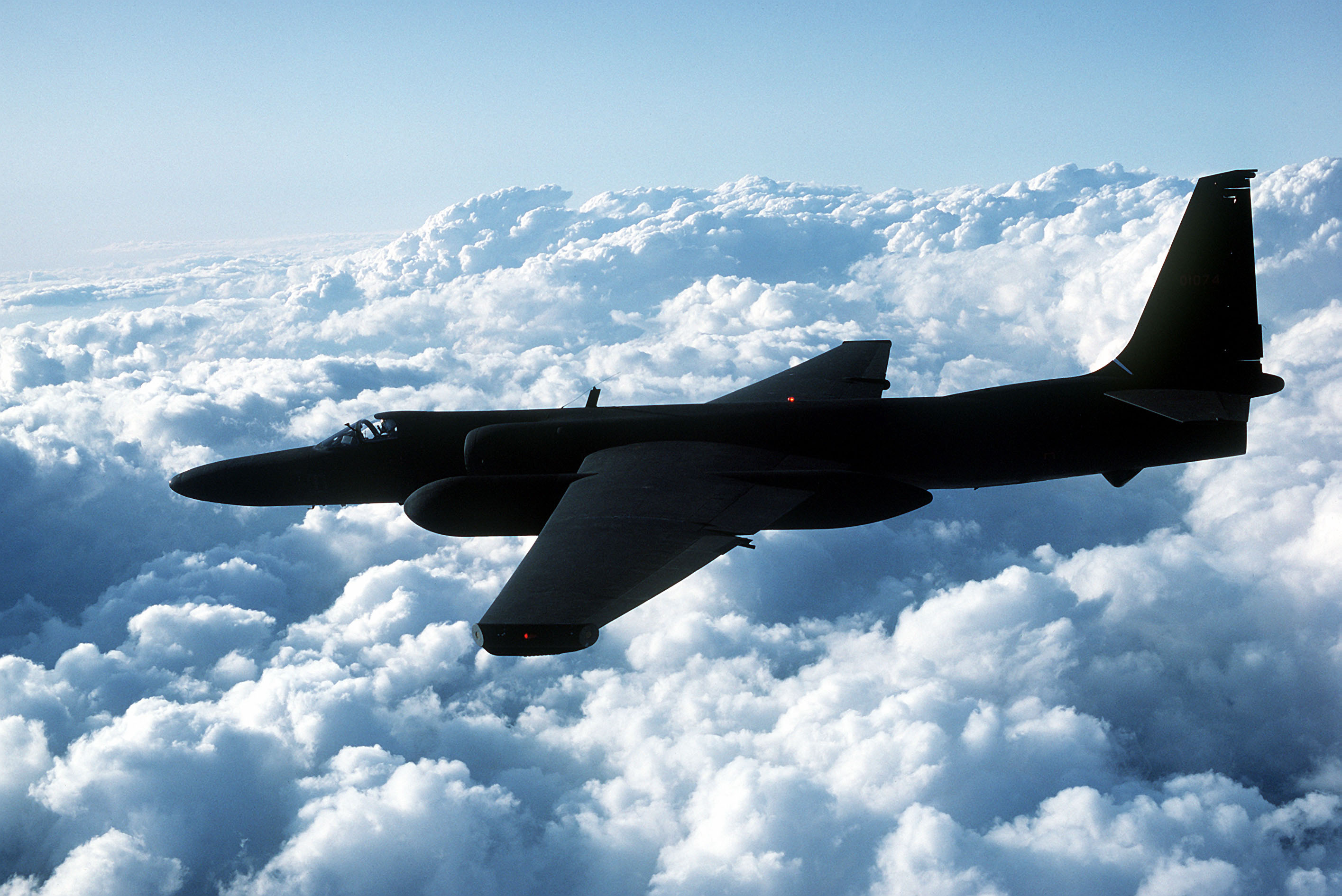
Letoun Lockheed U-2R

Aféra U-2 je označení pro události, spojené se sestřelením amerického průzkumného letounu U-2 pilotovaného Francisem Gary Powersem nad Sovětským svazem 1. května 1960. Jedná se o jednu z významných epizod studené války.

## Předehra

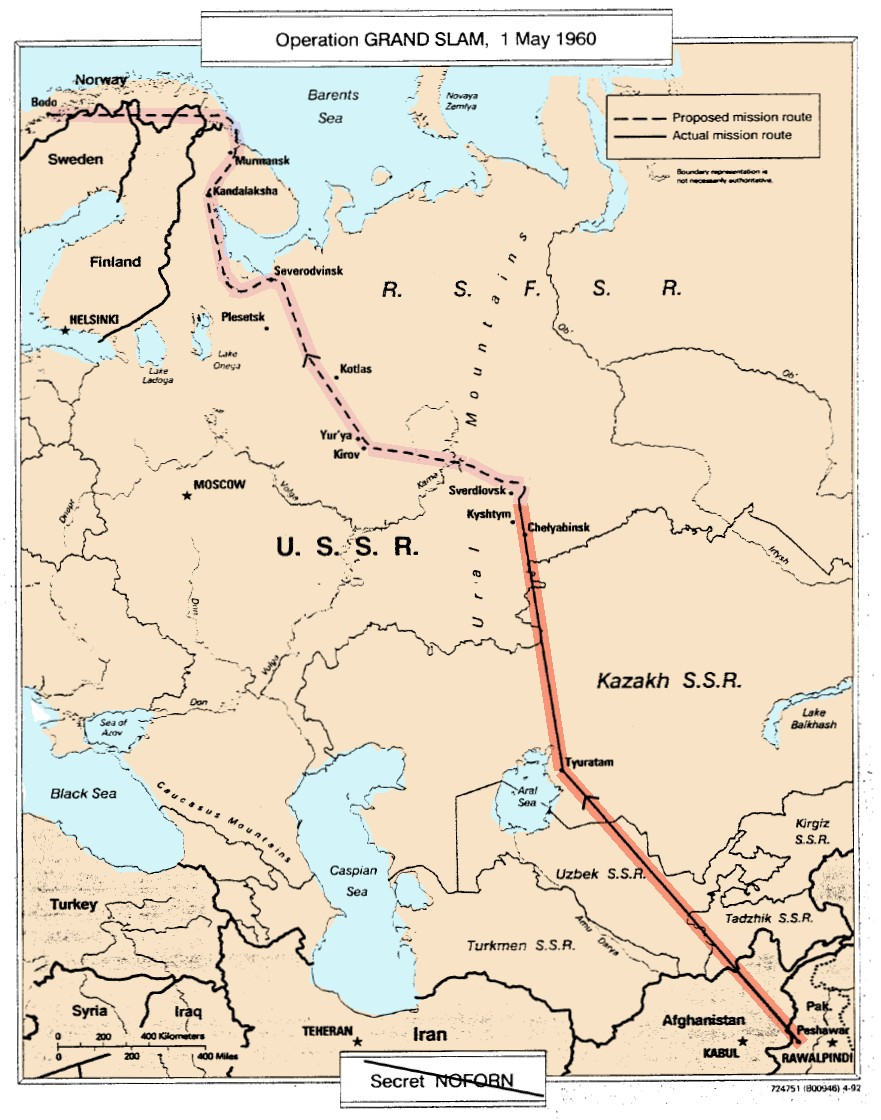
Letový plán „GRAND SLAM“ stroje U-2 1. května 1960 z publikace CIA 'The Central Intelligence Agency and Overhead Reconnaissance; The U-2 And Oxcart Programs, 1954-1974', odtajněná 25. června 2013.

Letoun Lockheed U-2 byl v době své aktivní služby jedním z klíčových nástrojů americké zpravodajské služby CIA, která jej používala k monitorování sovětských aktivit nad jeho vlastním územím. U-2 bylo letadlo, jež létalo v natolik extrémních výškách, že bylo nedostupné pro jakýkoli tehdejší stíhací letoun. Lety U-2 nad sovětským územím přinesly mnoho důležitých poznatků o sovětském raketovém programu.
Sověti byli znepokojeni tím, že jsou sice schopni U-2 nad svým územím sledovat, ale nemají prostředky k sestřelení letounu, který se nad jejich územím pohyboval ve výškách okolo dvaceti kilometrů. Koncem padesátých let 20. století začaly sovětské jednotky protivzdušné obrany dostávat nové vybavení. Jednalo se o naváděcí radar P-30 (FAN SONG) schopný sledovat cíle ve výškách nad 20 kilometrů, záchytný stíhací letoun Suchoj Su-9 s dostupem 16–18 kilometrů a nový raketový systém S-75 Dvina, jenž byl schopen zasáhnout cíle až do výšky 25 kilometrů.
9. dubna 1960 odstartovalo U-2 k zatím nejdelšímu přeletu: letadlo provedlo několik přeletů nad Semipalatinskem, kde Rusové zkoušeli nukleární zbraně, a pokračovalo nad okolními bateriemi protiletadlových raket. Poté se pilot vydal nad raketovou střelnici Turatam a kosmodrom Bajkonur. Po šesti hodinách strávených v sovětském vzdušném prostoru odletěl nad Írán. Tento let vzbudil značné pobouření v nejvyšším sovětském vedení a Sověti se následně pokusili alespoň odhadnout trasy dalších přeletů, což přispělo k nečekaně brzkému úspěchu sovětské PVO.

## Sestřelení

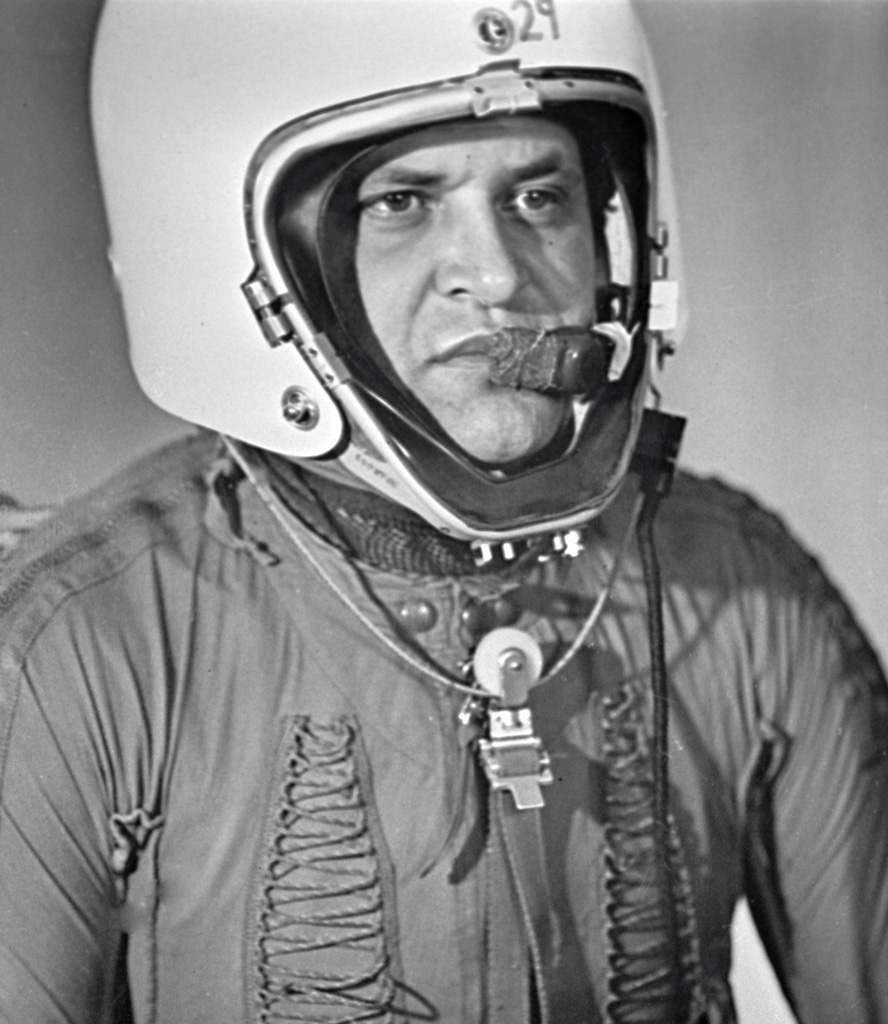
Francis Gary Powers

Francis Gary Powers odstartoval se svým U-2 k průzkumnému letu nad Sovětský svaz 1. května 1960 z pákistánského Péšávaru, kam byl letoun předtím dopraven z turecké základny Incirlik. Po přeletu SSSR měl přistát v norském Bodø. Letadlo bylo zachyceno radary nad Tádžikistánem. Byl vyslán záchytný letoun Su-9, kterému se sice podařilo na malou chvíli dostat do potřebné výšky, ale nepodařilo se mu navázat kontakt s cílem. Powers se mezitím přiblížil ke Sverdlovsku a dostal se do zóny hlídané tamní raketovou baterií PVO. V 08:53 místního času explodovala první raketa S-75 za Powersovým letounem.
Powers podle své výpovědi ztratil nad strojem kontrolu a s obtížemi se dostal z padajícího stroje ven – při explozích raket byla jeho sedačka posunuta dopředu, letoun se dostal do obrácené ploché vývrtky a jeho nohy tak byly natlačeny pod přístrojovým panelem, takže se nemohl okamžitě katapultovat. Powers havárii přežil, byl zajat a posléze převezen do Moskvy.
Zajímavostí je, že na sverdlovské raketové základně nikdo nevěděl, že letoun byl sestřelen, protože data z radaru mohla být interpretována i tak, že letadlo se snaží ruský radar rušit. Když se na radaru znovu objevil cíl, byla vystřelena další raketa, která podle tvrzení přeběhlíka Viktora Bělenka sestřelila předtím vyslanou záchytnou stíhačku.

## Politické manévry

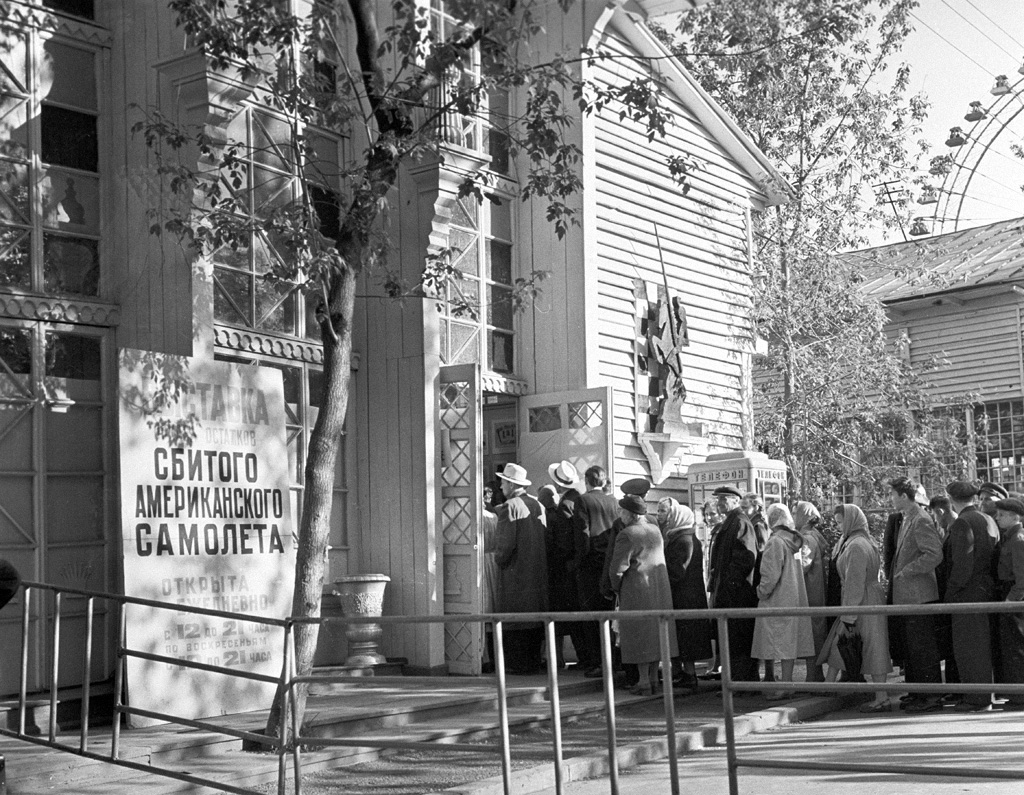
Lidé proudící na výstavu trosek sestřeleného letadla.

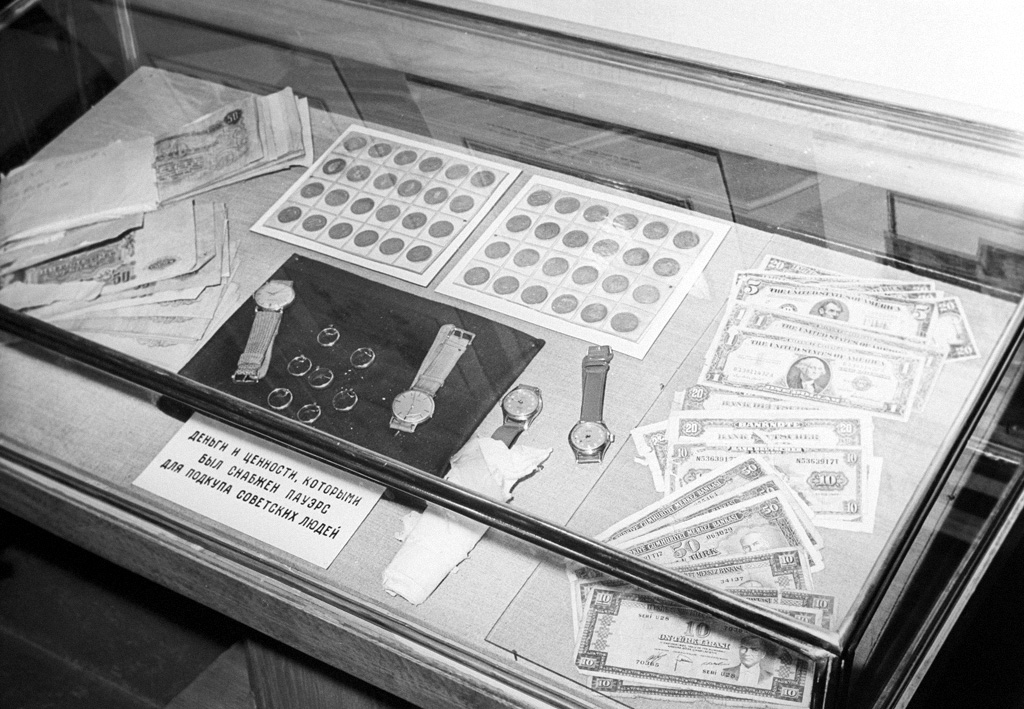
Cennosti, které měl Powers použít jako úplatek v případě sestřelení.

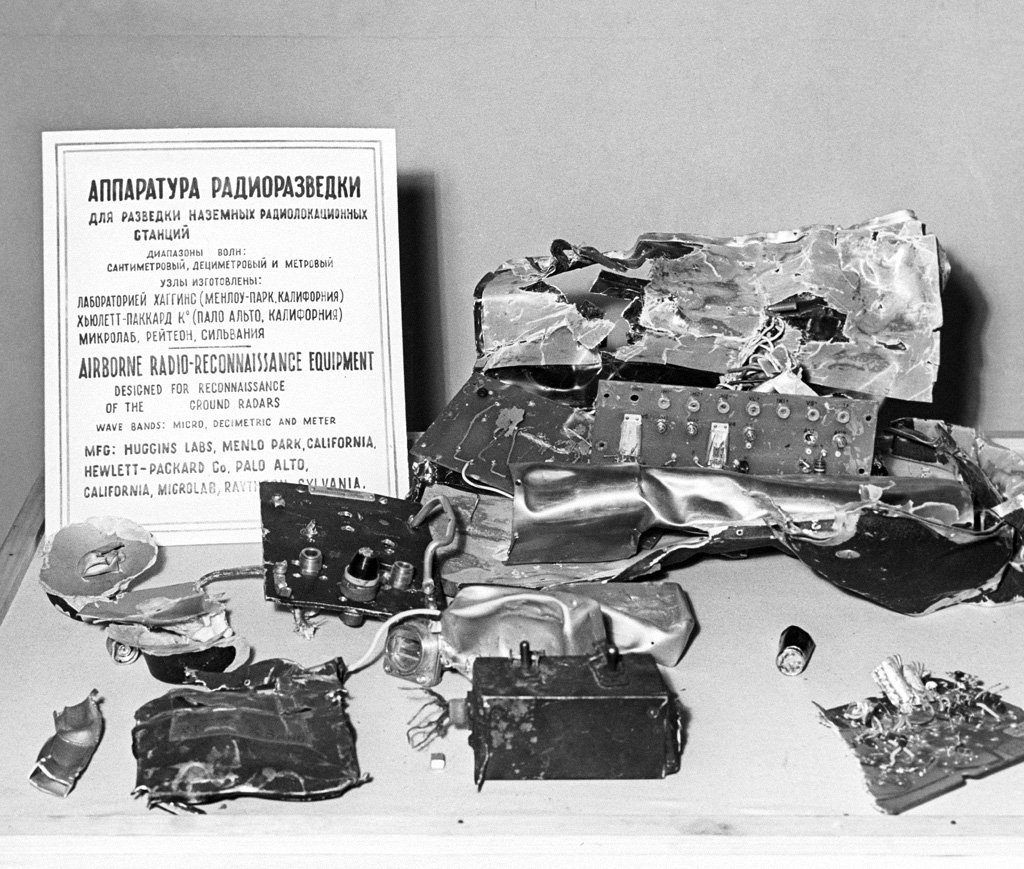
Zbytky zařízení určeného k rušení pozemních radiolokátorů.

Během několika hodin byl vyslán speciální vyšetřovací tým, jehož úkolem bylo získat co nejvíce informací. Jeho členy byli jak členové ÚV KSSS, tak zástupci KGB, kontrašpionáže a letectva.
Vyšetřovací komise dala dohromady zprávu o výkonových parametrech, vybavení a informace o přibližném profilu mise. Z nalezených trosek letadla byl zachráněn téměř celý filmový materiál, což sovětským agenturám dalo nejen informace o tom, jaké cíle byly fotografovány, ale i o schopnostech fotopřístroje používaného v U-2. V letounu byl samodestrukční systém, který měl pilot uvést do provozu v případě nutnosti ukončit let nad sovětským územím. Podle Američanů měl tento systém působit s několikaminutovým zpožděním, podle sovětské strany tam žádný zpožďovač nebyl. Pilot nicméně tento systém neaktivoval. Stejně tak nepoužil injekci s prudkým jedem saxitoxinem.
3. května informovala NASA o ztrátě meteorologického letadla severně od Turecka. Tiskové prohlášení obsahovalo spekulace o pilotových problémech s kyslíkem. 5. května na zasedání Nejvyššího Sovětu Chruščov oznámil sestřelení špionážního letounu, ale neřekl, že pilot byl zajat. Bílý dům uznal, že se jedná o totéž letadlo, ale odmítl jeho špionážní poslání a obvinění z úmyslného narušení sovětského vzdušného prostoru. Nadále protestoval proti sestřelení zbloudilého civilního letadla a k podpoře důvěryhodnosti těchto informací byl o den později další exemplář U-2 označený značkami NASA a falešným registračním kódem ukázán médiím. Téhož dne večer na diplomatickém večírku zaslechl americký velvyslanec Llewelyn Thompson v Moskvě sovětského činitele, který někomu sděloval, že pilot je stále vyslýchán. 7. května Chruščov oznámil, že pilot je naživu. Na tiskové konferenci 11. května prezident Eisenhower konečně přiznal, že americké přelety nad SSSR skutečně probíhaly.

## Důsledky
Přelety byly zastaveny a CIA začala používat satelitní systémy Midas a Somos. Kvalita získaných informací nebyla ale na takové úrovni, jako při použití U-2. Američané již pracovali na projektu OXCART, který měl navrátit Američany na ruské nebe. Letouny U-2 pokračovaly v akcích, ovšem pouze v blízkosti hranic a bez narušování sovětského vzdušného prostoru.
Sestřelení U-2 nad Sverdlovskem a veřejné prozrazení celého výzvědného programu mělo velmi neblahé důsledky na americko-sovětské vztahy: pařížský summit vedoucích představitelů, plánovaný na polovinu května, byl zrušen poté, co se Eisenhower odmítl za incident oficiálně omluvit. Stejně tak byla sovětskou stranou zrušena i Eisenhowerova plánovaná červnová návštěva Moskvy – údajně pro nejistou bezpečnost amerického prezidenta.

## Francis Gary Powers

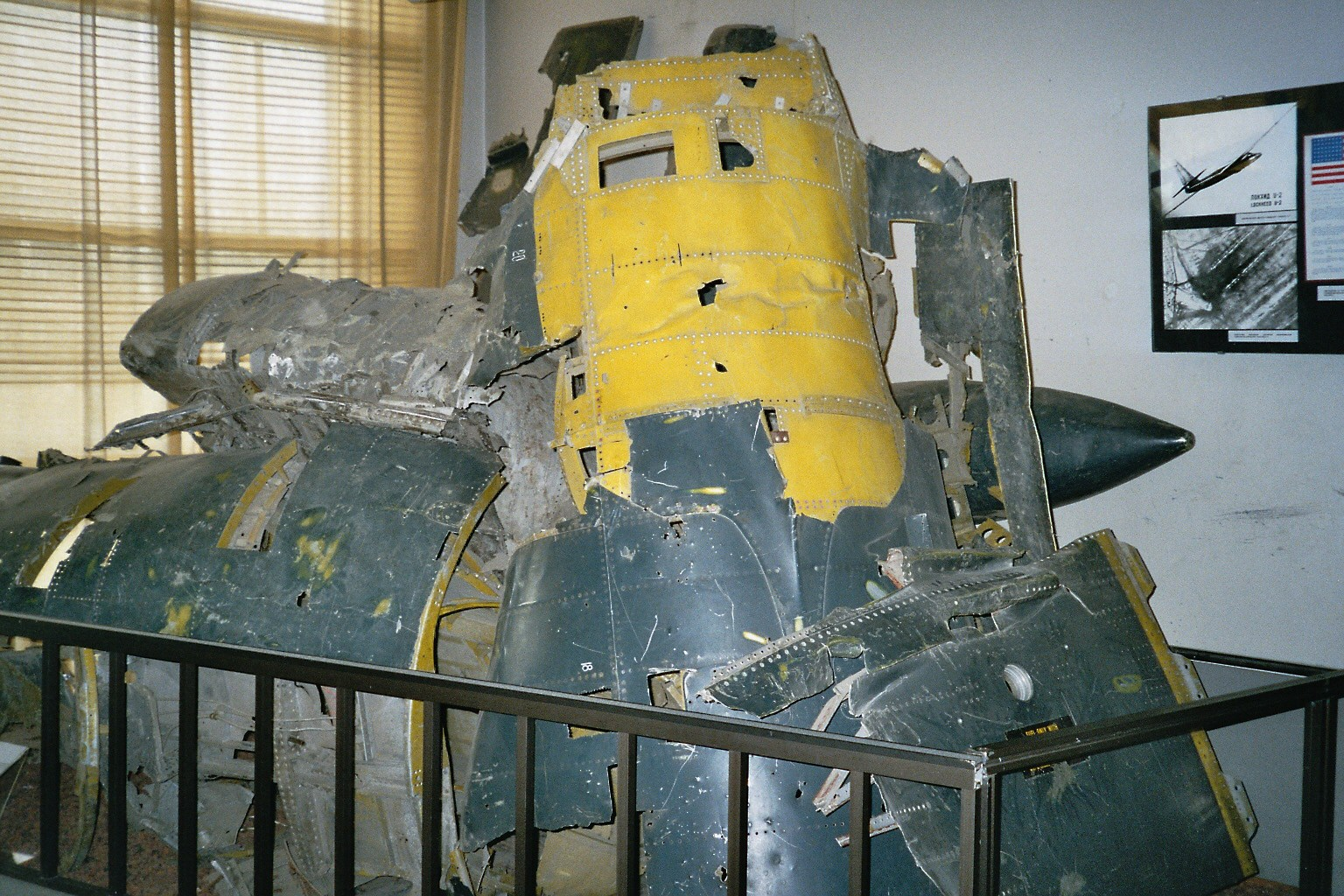
Trosky Powersova letounu v moskevském vojenském muzeu.

Powers byl převezen do Moskvy, kde byl nejprve vyslýchán a v srpnu 1960 stanul před vojenským nejvyšším soudem. Veřejné líčení trvalo 10 dní a Powers byl 19. srpna odsouzen na 10 let. V únoru 1962 byl vyměněn za Rudolfa Abela, který byl za špionáž zatčen a odsouzen ve Spojených státech. Výměna proběhla na mostě Glienicker Brücke mezi Berlínem a Postupimí, a dojednal ji americký právník James B. Donovan.
Powers poté pracoval jako zkušební pilot Lockheedu. O svých zážitcích napsal knihu Operation Overflight: A Memoir of the U-2 Incident. Zemřel při havárii vrtulníku 1. srpna 1977. Francis Gary Powers byl pohřben na Arlingtonském národním hřbitově a 40 let po jeho sestřelení byl in memoriam vyznamenán několika medailemi.